# دوری رود
دوری رود (انگلیسی: Dori River) رودخانه‌ای در افغانستان و پاکستان است. این رود از شاخه‌های رودخانه ارغنداب و فرعی رود هلمند است و به اندازه ۳۲۰ کیلومتر (۲۰۰ مایل) از طریق استان قندهار در افغانستان و بلوچستان در پاکستان جاری می‌شود. این رود از شمال شهر کویته آغاز می گردد. نام این رود در پاکستان لورا است. 
در افغانستان، دوری ابتدا به سمت غرب حرکت می‌کند و خیلی زود با بیابان‌های شنی روبرو می‌شود.